# Tamara Todevska
Tamara Todevska (Macedònic: Тамара Тодевска; Skopje, 1 de juny del 1985) és una cantant macedònia.

## Biografia
Todevska és sobretot coneguda per les seves participacions en el Festival de la Cançó d'Eurovisió. Va participar en l'edició del 2008 a Belgrad, després de guanyar la preselecció nacional amb la cançó Let me love you. Va cantar la cançó amb Vrčak i Adrian Gaxha. No van arribar a la final.
El 2019, va ser elegida per l'empresa de radiotelevisió macedònia per representar el país al Festival de la Cançó d'Eurovisió 2019. Va acabar en setè lloc, el millor resultat des que el país participa en el festival. Todevska va guanyar el vot del jurat.